# Corridor Calgary-Edmonton

Région du corridor Calgary-Edmonton.

Le corridor Calgary-Edmonton (en anglais : Calgary–Edmonton Corridor) est une région de la province canadienne d'Alberta comprenant notamment les grandes villes (city) de Calgary et Edmonton. C'est la zone la plus urbanisée d'Alberta et est une des quatre régions du Canada les plus urbaines,. 

### Sources
- Urbanization and the loss of prime farmland: a case study in the Calgary–Edmonton corridor of Alberta,
- Impacts of fragmentation and neighbor influences on farmland conversion: A case study of the Edmonton-Calgary Corridor, Canada,
- Canada,
- Calgary-Edmonton corridor,
- How urban sprawl has fragmented farms in the Edmonton-Calgary corridor since the 1980s,
- New Homes and Red Tape: Residential Land-Use Regulation in Alberta’s Calgary-Edmonton Corridor